# Terrorfakt
Terrorfakt — Нью-Йоркский музыкальный проект, балансирующий между направлениями пауэр-нойз и Dark Electro. Зародился после событий 11 сентября 2001 года, в честь которых и был назван (террористический факт). В настоящее время единственным членом этого музыкального проекта является Бэн Девальт. На творчество большое влияние оказала музыка Controlled Bleeding, Monolith, Neurosis, Merzbow, Manufactura и Synascape. В музыке Terrorfakt преобладает мощная, ритмичная, активная музыка с шумовыми добавлениями и экспериментами.

## Дискография
название — формат — лейбл — год
- Ausland (CDr) Not On Label 2002
- Deconstruction (CD, Album) Tinman 2002
- Deconstruction (CDr) Not On Label 2002
- Kalte Stahl Herz (CDr) H.P.A. Records 2002
- Reconstruction: The Remixes (CD) Tinman 2003
- Arsenal (12") Industrial Strength Records 2004
- Cold Steel World (CD, Album) Metropolis 2004
- Reworks (CDr, Ltd) Not On Label 2004
- Spineless (12", Whi) Industrial Movement 2004
- Achtung! (12") Industrial Strength Records 2005
- Cold World Remixes (CD) Metropolis 2005
- Teethgrinder (CD) Metropolis 2006
- Reworks2: Friendly Fire (CDr) Not On Label 2007
- The Fine Art Of Killing Yourself (2xCD, Album) Vail Records 2007
- Untitled (12") Industrial Strength Records 2007